# Toxonprucha lacerta
Toxonprucha lacerta är en fjärilsart som beskrevs av Druce 1890. Toxonprucha lacerta ingår i släktet Toxonprucha och familjen nattflyn. Inga underarter finns listade i Catalogue of Life.